# Aleksandr Vasilievich Chayanov
Aleksandr Vasilievich Chayanov (tiếng Nga: Александр Васильевич Чаянов) (17/1/1888-3/10/1937) là một nhà kinh tế học Liên Xô và một học giả về xã hội học nông thôn.

## Tiểu sử
Chayanov sinh ra tại Moskva trong một gia đình doanh nhân khá giả và có học thức. Ông là một nhà tư tưởng của trường phái dân túy từ năm 1905. Năm 1906, ông theo học tại Đại học Nông nghiệp Moskva. Năm 1908, ông công bố công trình khoa học đầu tiên của mình về hợp tác hóa nông nghiệp tại Ý. Sau đó ông gia nhập Đảng Cách mạng Xã hội. Chayanov cũng là một nhà hoạt động nổi tiếng của phong trào hợp tác hóa tại Nga sau Cách mạng Tháng Hai năm 1917. Năm 1918, ông có học vị tiến sĩ và trở thành giáo sư giảng dạy tại khoa kinh tế Học viện Nông nghiệp Petrovskaya. Năm 1919, ông lãnh đạo Viện nghiên cứu kinh tế nông nghiệp. Ông cũng là thành viên của Hội đồng lập hiến toàn Nga. Trong giai đoạn từ năm 1921 tới năm 1923 ông là ủy viên của hội đồng phụ trách Bộ Dân ủy Nông nghiệp (Наркомзема) Liên bang Nga.
Ông là người đề xuất hợp tác hóa nông nghiệp, nhưng lại nghi ngờ tính hiệu quả của việc xây dựng các trang trại/hợp tác xã có quy mô lớn một cách bừa bãi. Sự hoài nghi của Chayanov có nguồn gốc từ ý tưởng cho rằng các hộ gia đình, đặc biệt là các hộ gia đình nông dân tiến hành sản xuất kiểu tự cung tự cấp, có xu hướng chỉ sản xuất vừa đủ lượng lương thực-thực phẩm mà họ cần để sống. Ông tin rằng chính quyền Xô viết khó mà buộc các hộ gia đình này hợp tác với nhau và sản xuất một lượng thặng dư lương thực-thực phẩm. Quan điểm này đã bị Stalin phê phán nặng nề như là "sự bảo vệ cho những kẻ kulak". Năm 1929 Stalin từng nói rằng :
Непонятно только, почему антинаучные теории "советских" экономистов типа Чаяновых должны иметь свободное хождение в нашей печати... (Tôi không hiểu tại sao những học thuyết phản khoa học của các nhà kinh tế học "Xô viết" kiểu như Chayanov lại cần phải có sự lưu hành tự do trong ngành xuất bản của chúng ta...)
.
Tuy nhiên, cuối cùng thì Chayanov lại là người đúng về những vấn đề đối với việc kế hoạch hóa nền nông nghiệp Xô viết.
Năm 1930 Chayanov bị bắt giữ trong "Vụ án Đảng Nông dân Lao động" do Bộ Dân ủy Nội vụ Liên bang Nga (NKVD) ngụy tạo. Tên gọi của Đảng này được lấy từ cuốn sách khoa học viễn tưởng do Chayanov viết trong thập niên 1920, và ông bị cáo buộc là một thủ lĩnh của Đảng này. Việc tố tụng xét xử có dự định là mang tính chất xét xử hình thức, nhưng đã thất bại do ý chí mạnh mẽ của các bị cáo. Tuy nhiên, trong phiên xét xử kín năm 1932 Chayanov đã phải chịu hình phạt lao động cải tạo 5 năm tại Kazakhstan. Ngày 3 tháng 10 năm 1937 Chayanov lại bị bắt giữ một lần nữa để đem ra xét xử và bị bắn trong cùng một ngày.
Vợ ông cũng bị trấn áp và phải lao động cải tạo 18 năm. Chayanov đã được phục hồi danh dự vào năm 1987.
Các tác phẩm chính của Chayanov bao gồm Tổ chức trang trại nông dân (nguyên tác được xuất bản bằng tiếng Nga năm 1925) và Về học thuyết của các hệ thống kinh tế phi tư bản lần đầu tiên đã được dịch sang tiếng Anh vào năm 1966. Học thuyết của Chayanov về các hộ gia đình nông dân đã có ảnh hưởng tới sự phát triển của kinh tế nhân loại học. Nhà nhân loại học Marshall Sahlins theo luận thuyết thực chất (substantivism) viện dẫn tới Chayanov trong học thuyết của ông về phương thức sản xuất gia đình, nhưng các tác giả sau này lại cho rằng sự sử dụng kinh tế học tân cổ điển của Chayanov ủng hộ cho luận thuyết hình thức (formalism).
Cuốn sách của ông Путешествие моего брата Алексея в страну крестьянской утопии [Cuộc du hành của em trai tôi Aleksey tới đất nước không tưởng nông dân] (Moskva: Gosizdat, 1920) đã dự báo một sự chuyển giao quyền lực nhanh chóng vào tay nông dân; nhân vật chính của câu chuyện thức dậy vào năm 1984, "trong một đất nước mà làng quê đã chinh phục đô thị, nơi các hợp tác xã thủ công đã thay thế cho công nghiệp". Giống như Мы (Chúng ta) của Evgeny Ivanovich Zamyatin, cuốn sách này chứa đựng các yếu tố thần bí

## Nguyên lý cân bằng tiêu thụ-lao động
Tỷ lệ số người phụ thuộc vào người lao động chính càng cao thì người lao động đó càng lao động tích cực hơn. Chayanov đã đề xuất rằng những người nông dân cố gắng lao động tích cực ở mức độ họ cần để đảm bảo các nhu cầu sinh tồn của họ, nhưng không có động cơ thúc đẩy khi đã vượt quá các nhu cầu này và vì thế sẽ chậm lại và ngừng làm việc một khi đã đạt được các nhu cầu này. Nguyên lý này, được gọi là nguyên lý cân bằng tiêu thụ-lao động, vì thế cho rằng lao động sẽ tăng lên cho tới khi nó đạt được (cân bằng) các nhu cầu (tiêu thụ) của hộ gia đình. Quan điểm này về trang trại nông dân ẩn ý rằng nó sẽ không phát triển thành Chủ nghĩa tư bản nếu không có một vài yếu tố bổ sung từ bên ngoài. Ngoài ra, kiểu sống nông dân được ông nhìn nhận là đối chọi một cách lý tưởng với Chủ nghĩa tư bản ở chỗ hộ gia đình lao động để sống, chứ không phải vì lợi nhuận.

### Trong thực tiễn
Trong thực tiễn, nguyên lý cân bằng tiêu thụ-lao động có nghĩa rằng kế toán đối với một trang trại là không chính xác khi so sánh với một công ty tư bản tài chính chính quy. Điều này là do ở đây không có sự chia tách giữa vốn và lao động. Kế toán làm việc với một cấu trúc giá thành nhân tạo, trong đó người ta tính toán mọi loại chi phí mà trong thực tế một trang trại không có. Chẳng hạn, tiền công và các loại gia súc mà trang trại nuôi cũng như phân hữu cơ và thức ăn gia súc được tính dựa vào phân bón thương mại (nhân tạo) và bao gồm các loại thức ăn gia súc. Một chiếc máy kéo được tính hết khấu hao sau 4 năm trong khi người nông dân thường mua một chiếc máy kéo cũ thứ hai và sử dụng nó trong thêm 15 năm nữa.

## Ảnh hưởng của Chayanov
Các ý tưởng của Chayanov đã sống lâu hơn ông. Tác phẩm của ông đã được những người phương Tây phát hiện ra vào giữa thập niên 1960. Các nhà xã hội học nông thôn, các nhà nhân loại học và các nhà dân tộc học hoạt động tại các nước đang phát triển, nơi nền kinh tế nông nghiệp vẫn giữ vai trò chủ đạo, áp dụng học thuyết của ông để hiểu thêm về bản chất của lao động trang trại gia đình. Halil Inalcik, sử gia hàng đầu về đế quốc Ottoman, đã áp dụng các ý tưởng của Chayanov vào vấn đề phát canh thu tô đất đai cho nông dân tại đế quốc Ottoman.
Bắt đầu từ giữa thập niên 1990, các tập sách Звенящие кедры России (Những cây tuyết tùng ngân vang của nước Nga) của Vladimir Nikolayevich Megre có nhiều điểm chung với Chayanov.

## Hoạt động nghệ thuật
Tác phẩm văn chương đầu tiên của ông là tuyển tập thơ thời trẻ với tên gọi "Ляелина книжка" năm 1912 ("Quyển sách nhỏ của Lyaelina"). Ông sáng tác 5 tiểu thuyết, khéo léo cách điệu hóa theo kiểu văn xuôi lãng mạn Nga và sách đại chúng trong thế kỷ 19 với các yếu tố văn thơ nhại: "История парикмахерской куклы, или Последняя любовь московского архитектора М." (Lai lịch con búp bê tiệm cắt tóc hay tình yêu cuối cùng của kiến trúc sư người Moskva M.) xuất bản năm 1918, "Венедиктов, или Достопамятные события жизни моей" (Venediktov, hay các sự kiện đáng nhớ trong đời tôi) xuất bản năm 1922, "Венецианское зеркало, или Удивительные похождения стеклянного человека" (Tấm gương Venezia, hay những cuộc phiêu lưu kỳ lạ của người kính) xuất bản năm 1923, "Необычайные, но истинные приключения графа Федора Михайловича Бутурлина" (Những cuộc phiêu lưu bất thường nhưng có thật của bá tước Phedor Mikhailovich Buturlin) xuất bản năm 1924, "Юлия, или Встречи под Новодевичем" (Julia, hay những cuộc hẹn hò ở Novodevichye) xuất bản năm 1928. Các tiểu thuyết này có giá trị văn chương độc lập của chúng, kết hợp độc đáo trí tưởng tượng phong phú với các mô tả lịch sử cụ thể. Đặc biệt đáng nhắc tới là tiểu thuyết viễn tưởng xã hội: "Cuộc du hành của em trai tôi Aleksey tới đất nước không tưởng nông dân" xuất bản năm 1920 dưới bút danh I. Kremnev. Ông cũng nghiên cứu sử học và nghệ thuật.